# Норт Лодердејл (Флорида)
Норт Лодердејл (енгл. North Lauderdale) град је у америчкој савезној држави Флорида. По попису становништва из 2010. у њему је живело 41.023 становника.

## Демографија
Према попису становништва из 2010. у граду је живело 41.023 становника, што је 8.759 (27,1%) становника више него 2000. године.
| Група             | 2000.          | 2010.          |
| Белци             | 11.831 (36,7%) | 6.603 (16,1%)  |
| Афроамериканци    | 11.343 (35,2%) | 21.916 (53,4%) |
| Азијати           | 1.006 (3,1%)   | 1.209 (2,9%)   |
| Хиспаноамериканци | 6.816 (21,1%)  | 10.578 (25,8%) |
| Укупно            | 32.264         | 41.023         |